# Scott Weinger
Scott Weinger (New York, 5 oktober 1975) is een Amerikaans acteur, stemacteur, schrijver en televisieproducent.
Weinger kreeg internationale erkenning als stemacteur als de vertolker van het personage Aladdin in de Disney langspeelfilm Aladdin, de direct-naar-video-animatiefilms De Wraak van Jafar en Aladdin en de Dievenkoning, de animatieserie Aladdin , verschillende videospellen zoals Disney Infinity en de korte film Once Upon a Studio uit 2023. Maar ook als acteur in de rol van Steve Hale in de sitcoms Full House van ABC en Fuller House van Netflix. Hij schreef mee voor de ABC-televisieseries Galavant en Black-ish en was co-producent van The Muppets.
Weinger is de laureaat van de Saturn Award voor beste jonge acteur 1992 voor zijn rol als Aladdin.
- Gemeinsame Normdatei: 173802893
- International Standard Name Identifier: 0000 0000 5371 3734
- Library of Congress Control Number: no2005079410
- MusicBrainz: 4a08d4a4-f013-4e32-9b39-bf084ad733a9
- Nationale Bibliotheek van Israël: 987007452237105171
- Virtual International Authority File: 267361247
- WorldCat: E39PBJdWVRHJwTtYXdGDFfyGHC